# Curtin (Canberra)
Curtin a főváros, Canberra egyik elővárosa Woden Valley kerület-ben. Az előváros szomszédos Yarralumla, Deakin, Hughes, Lyons és Weston külvárosokkal. A külvárost Tuggeranong Parkway, Cotter Road és Yarra Glen határolja közvetlenül.
Curtin szolgáltatásai a következők: Coles szupermarket, posta, újságos, bank, ingatlaniroda, zöldséges valamint számos étterem és étkezde. megjegyzendő, hogy a környéken a legrégebb óta a Curtin Milk Bar tart nyitva, mely stílusát az 1970-es évek óta őrzi. Közelében található a Curtin Scout Hall.
A 2003-as canberrai bozóttüzek négy curtini otthont pusztítottak el. Curtin ebben a tekintetben viszonylag szerencsésnek mondható, hiszen csak kis összegű kár keletkezett a városka épületeiben. A Katasztrófavédelem helyi irodája maga is veszélybe került a tűzvész során.
A település utcái megtekinthetők a Google Street View (Utcakép) szolgáltatással.

## Földrajza
Curtain területén rengeteg a Mont Painter vulkánból származó vulkáni tufát lehet fellelni, melyek némelyikét a városka határában csörgedező Yarralumla-patak vájta ki a földből.

## Fordítás
Ez a szócikk részben vagy egészben  a   Curtin, Australian Capital Territory című angol Wikipédia-szócikk ezen változatának fordításán alapul.  Az eredeti cikk szerkesztőit annak laptörténete sorolja fel. Ez a jelzés csupán a megfogalmazás eredetét és a szerzői jogokat jelzi, nem szolgál a cikkben szereplő információk forrásmegjelöléseként.